# Духовской переулок
Духовско́й переу́лок (с XIX века до начала XX века — прое́зд Дани́ловского Кла́дбища) — переулок в Южном административном округе города Москвы на границе Даниловского и Донского районов.

## История
Переулок получил современное название по расположенной в его начале церкви Сошествия Святого Духа на Даниловском кладбище (1829—1838). С XIX века до начала XX века назывался прое́зд Дани́ловского Кла́дбища по Даниловскому кладбищу, которое было основано во время эпидемии чумы 1771 года (см. Чумной бунт) в слободе Данилова монастыря.

## Расположение
Духовской переулок проходит от Даниловского кладбища на северо-восток до Малой Тульской улицы, пересекая 4-й Рощинский проезд. По Духовскому переулку проходит граница Даниловского и Донского районов.

## Примечательные здания и сооружения
По нечётной стороне:
- здания бывшей гужевой мастерской (исторический памятник)[источник не указан 4878 дней].

## Транспорт

### Наземный транспорт
По Духовскому переулку не проходят маршруты наземного общественного транспорта. У юго-западного конца переулка, на 4-м Рощинском проезде, расположена остановка «Духовской переулок» трамваев 26, 38; у северо-восточного — остановки автобусов м90, 121, н16; 944.

### Метро
- Станция метро «Тульская» Серпуховско-Тимирязевской линии — северо-восточнее переулка, между Большой Тульской улицей и Большим Староданиловским, Холодильным и 1-м Тульским переулками.